# Deviates
Deviates est un groupe italien de skate punk.

## Histoire
Ils commencent à jouer des guitares et du faire du pogo dans leurs garages en 1994 et passent les deux années suivantes à peaufiner leur propre style punk. Ils enregistrent une démo maison qu'ils font circuler dans les concerts de leur région. Par chance, le guitariste de Pennywise, Fletcher Dragge, en obtient un exemplaire. Il aime ce qu'il entend et finit par produire le premier album des Deviates, My Life. Enthousiasmés et reconnaissants des conseils de Dragge, les Deviates, plus mûrs, enregistrent un deuxième album peu après l'aube du nouveau millénaire. Time Is the Distance marque les débuts du groupe sur le label Epitaph de Brett Gurewitz à l'été 2001,.  Le groupe compte trois albums studio et un album live avant de se séparer en 2003. Le chanteur Brian rejoint le groupe local Aberdeen après la séparation du groupe. 
En 2011, une rumeur circule selon laquelle Deviates se reformerait 8 ans après sa séparation, ce qui est démenti officiellement par la suite. Cependant, le groupe se reforme en 2021 et sort son album Holding Out.

## Discographie

### Albums studio
- 1996 : B's in Your Mouth
- 2000 : My Life (Theologian Records)
- 2001 : Time Is the Distance (Epitaph)
- 2021 : Holding Out

### Album live
- Live At The House of Blues Anaheim

### Apparitions sur compilations
- 1999 : A Compilation of Warped Music II
- 2000 : Early Poems of
- 2000 : Disarming Violence
- 2001 : Punk-O-Rama Vol. 6
- 2001 : Warped Tour 2001 Tour Compilation
- 2002 : Punk-O-Rama Vol. 7
- 2002 : Food Not Bombs
- 2003 : Shut The Punk Up! Vol. 3